# Roberto Campiotti
Roberto Campiotti (Varese, Itália, 31 de outubro de 1955) é um prelado italiano da Igreja Católica e bispo de Volterra.

## Vida
Roberto Campiotti entrou no seminário de Milão em 1974, após se formar no Liceo Scientifico de Varese. Estudou filosofia e teologia católica na Faculdade de Teologia do Norte da Itália.
Campiotti foi ordenado diácono em 10 de dezembro de 1978, na Basílica de San Vittore em Varese, pelo Arcebispo de Milão, Cardeal Giovanni Colombo.
Recebeu o sacramento da ordenação sacerdotal pela Arquidiocese de Milão em 16 de junho de 1979, na catedral, pelo bispo auxiliar Bernardo Citterio.
Campiotti trabalhou como professor, primeiro em uma escola de ensino fundamental (1979-1981) e depois em uma escola secundária (1981-1995). Ele também serviu como vigário de várias paróquias pela Itália por mais de 14 anos.
A partir de 2010, Campiotti foi reitor do Collegio Ecclesiastico Internazionale San Carlo Borromeo em Roma e Primicério da Arquiconfraria Lombarda de Santi Ambrogio e Carlo.
Em 12 de janeiro de 2022, o Papa Francisco o nomeou bispo da Diocese de Volterra.
Foi consagrado bispo em 26 de fevereiro do mesmo ano pelo arcebispo de Milão, Mario Delpini, na Catedral de Milão; os co-consagradores foram o bispo emérito de Volterra, Alberto Silvani, e o bispo auxiliar de Milão, Paolo Martinelli, OFMCap.
Escolheu como lema: Christo nihil praeponere ("a nada dar mais valor que a Cristo"), frase encontrada pela primeira vez nos escritos de São Cipriano de Cartago, retomada por Santo Agostinho e posteriormente por São Bento em sua Regra (RB 72.10). Ele foi instalado canonicamente em 27 de março de 2022.